# Smaltjärnen, Medelpad
Smaltjärnen är en sjö i Ånge kommun i Medelpad och ingår i Ljungans huvudavrinningsområde. Sjöns area är 0,019 kvadratkilometer och den befinner sig 389 meter över havet.